# Championnat d'Europe de football des moins de 19 ans 2020
Navigation
Euro 2019 Euro 2022
La phase finale du 69e Championnat d'Europe de football des moins de 19 ans devait se dérouler en Irlande du Nord du 19 juillet au 1er août 2020 mais a été annulée en raison de la crise de Covid-19. La compétition est organisée par l'UEFA pour les équipes nationale regroupant les joueurs de moins de 19 ans au commencement de la compétition. Les joueurs nés après le 1er janvier 2001 peuvent y participer.
L'Irlande du Nord a été désignée pour organiser la phase finale de l'épreuve lors d'un vote qui s'est déroulé le 9 décembre 2016. C'est la deuxième fois que cette nation constitutive du Royaume-Uni en est l'organisateur après l'édition 2005,.
Avant d'être annulés en raison du prolongement de la crise sanitaire en Europe, le second tour de qualification (Tour Élite) et la phase finale ont été reportés par l'UEFA à plusieurs reprises et reprogrammés, une première fois entre septembre et novembre 2020, puis une seconde fois entre novembre 2020 (Tour Élite) et mars 2021 (phase finale).
Conséquence de ces reports et annulations, l'édition 2021 qui devait se dérouler en Roumanie du 30 juin au 13 juillet 2021 a également été annulée. La phase finale de la 69e édition du championnat d'Europe des moins de 19 ans se déroulera finalement en 2022 en Slovaquie.

## Qualifications
Les qualifications se disputent sur deux tours, uniquement par groupes de 4 équipes. Chaque groupe se joue sur le terrain unique de l'une des quatre équipes qui en fait partie, en tournoi toutes rondes simple. Le premier tour de qualification comprend 13 groupes (52 équipes), le second tour comprend 7 groupes (28 équipes). Outre l'Irlande du Nord, qualifiée d'office pour la phase finale en tant que pays organisateur, le Portugal est exempté de premier tour au bénéfice de sa première place au classement européen de la catégorie et fait donc son entrée au second (tour élite) . Le Liechtenstein ne s'est pas inscrit.

### Premier tour de qualification
Le tirage au sort des treize poules a lieu à Nyon le 6 décembre 2018. Les équipes sont réparties en quatre pots en fonction de leurs performances sur l'ensemble des quatre dernières éditions du championnat. Chaque poule est donc composée d'une équipe issue de chacun des quatre pots. Cependant, pour des raisons géopolitiques, certaines équipes ne peuvent figurer dans la même poule qualificative : l'Espagne avec Gibraltar, le Kosovo avec la Serbie ou la Bosnie-Herzégovine et l'Azerbaïdjan avec l'Arménie.
| Rang | Équipe     | Pts | J | G | N | P | Bp | Bc | Diff |
| ---- | ---------- | --- | - | - | - | - | -- | -- | ---- |
| 1    | Turquie    | 9   | 3 | 3 | 0 | 0 | 8  | 3  | +5   |
| 2    | Bulgarie   | 6   | 3 | 2 | 0 | 1 | 7  | 3  | +4   |
| 3    | Monténégro | 1   | 3 | 0 | 1 | 2 | 5  | 8  | -3   |
| 4    | Arménie    | 1   | 3 | 0 | 1 | 2 | 4  | 10 | -6   |

| Rang | Équipe   | Pts | J | G | N | P | Bp | Bc | Diff |
| ---- | -------- | --- | - | - | - | - | -- | -- | ---- |
| 1    | Espagne  | 9   | 3 | 3 | 0 | 0 | 7  | 0  | +7   |
| 2    | Serbie   | 4   | 3 | 1 | 1 | 1 | 9  | 5  | +4   |
| 3    | Lituanie | 3   | 1 | 0 | 2 | 1 | 10 | 0  | +10  |
| 4    | Roumanie | 1   | 3 | 0 | 1 | 2 | 1  | 3  | -2   |

| Rang | Équipe      | Pts | J | G | N | P | Bp | Bc | Diff |
| ---- | ----------- | --- | - | - | - | - | -- | -- | ---- |
| 1    | Écosse      | 7   | 3 | 2 | 1 | 0 | 5  | 2  | +3   |
| 2    | Allemagne   | 6   | 3 | 2 | 0 | 1 | 12 | 3  | +9   |
| 3    | Biélorussie | 4   | 3 | 1 | 1 | 1 | 6  | 11 | -5   |
| 4    | Andorre     | 0   | 3 | 0 | 0 | 3 | 3  | 7  | -4   |

| Rang | Équipe   | Pts | J | G | N | P | Bp | Bc | Diff |
| ---- | -------- | --- | - | - | - | - | -- | -- | ---- |
| 1    | Belgique | 9   | 3 | 3 | 0 | 0 | 6  | 1  | +5   |
| 2    | Islande  | 6   | 3 | 2 | 0 | 1 | 9  | 7  | +2   |
| 3    | Grèce    | 3   | 3 | 1 | 0 | 2 | 7  | 7  | 0    |
| 4    | Albanie  | 0   | 3 | 0 | 0 | 3 | 4  | 11 | -7   |

| Rang | Équipe         | Pts | J | G | N | P | Bp | Bc | Diff |
| ---- | -------------- | --- | - | - | - | - | -- | -- | ---- |
| 1    | Pays de Galles | 7   | 3 | 2 | 1 | 0 | 7  | 2  | +5   |
| 2    | Russie         | 5   | 3 | 1 | 2 | 0 | 7  | 3  | +4   |
| 3    | Pologne        | 3   | 3 | 1 | 0 | 2 | 4  | 8  | -4   |
| 4    | Kosovo         | 1   | 3 | 0 | 1 | 2 | 2  | 7  | -5   |

| Rang | Équipe    | Pts | J | G | N | P | Bp | Bc | Diff |
| ---- | --------- | --- | - | - | - | - | -- | -- | ---- |
| 1    | Italie    | 9   | 3 | 3 | 0 | 0 | 7  | 0  | +7   |
| 2    | Slovaquie | 6   | 3 | 2 | 0 | 1 | 5  | 4  | +1   |
| 3    | Chypre    | 3   | 3 | 1 | 0 | 2 | 3  | 4  | -1   |
| 4    | Malte     | 0   | 3 | 0 | 0 | 3 | 0  | 7  | -7   |

| Rang | Équipe      | Pts | J | G | N | P | Bp | Bc | Diff |
| ---- | ----------- | --- | - | - | - | - | -- | -- | ---- |
| 1    | Tchéquie    | 7   | 3 | 2 | 1 | 0 | 11 | 1  | +10  |
| 2    | Norvège     | 7   | 3 | 2 | 1 | 0 | 10 | 2  | +8   |
| 3    | Azerbaïdjan | 3   | 3 | 1 | 0 | 2 | 2  | 5  | -3   |
| 4    | Saint-Marin | 0   | 3 | 0 | 0 | 3 | 1  | 16 | -15  |

| Rang | Équipe     | Pts | J | G | N | P | Bp | Bc | Diff |
| ---- | ---------- | --- | - | - | - | - | -- | -- | ---- |
| 1    | Danemark   | 6   | 3 | 2 | 0 | 1 | 4  | 2  | +2   |
| 2    | France     | 6   | 3 | 2 | 0 | 1 | 7  | 1  | +6   |
| 3    | Finlande   | 4   | 3 | 1 | 1 | 1 | 3  | 4  | -1   |
| 4    | Iles Féroe | 1   | 3 | 0 | 1 | 2 | 1  | 8  | -7   |

| Rang | Équipe   | Pts | J | G | N | P | Bp | Bc | Diff |
| ---- | -------- | --- | - | - | - | - | -- | -- | ---- |
| 1    | Ukraine  | 7   | 3 | 2 | 1 | 0 | 7  | 2  | +5   |
| 2    | Slovénie | 5   | 3 | 1 | 2 | 0 | 10 | 3  | +7   |
| 3    | Suède    | 4   | 3 | 1 | 1 | 1 | 7  | 4  | +3   |
| 4    | Estonie  | 0   | 3 | 0 | 0 | 3 | 0  | 15 | -15  |

| Rang | Équipe               | Pts | J | G | N | P | Bp | Bc | Diff |
| ---- | -------------------- | --- | - | - | - | - | -- | -- | ---- |
| 1    | Autriche             | 9   | 3 | 3 | 0 | 0 | 18 | 1  | +17  |
| 2    | Suisse               | 6   | 3 | 2 | 0 | 1 | 19 | 4  | +15  |
| 3    | République d'Irlande | 3   | 3 | 1 | 0 | 2 | 14 | 4  | +10  |
| 4    | Gibraltar            | 0   | 3 | 0 | 0 | 3 | 1  | 43 | -42  |

| Rang | Équipe             | Pts | J | G | N | P | Bp | Bc | Diff |
| ---- | ------------------ | --- | - | - | - | - | -- | -- | ---- |
| 1    | Angleterre         | 9   | 3 | 3 | 0 | 0 | 13 | 1  | +12  |
| 2    | Macédoine du Nord  | 4   | 3 | 1 | 1 | 1 | 3  | 5  | -2   |
| 3    | Bosnie-Herzégovine | 4   | 3 | 1 | 1 | 1 | 2  | 4  | -2   |
| 4    | Luxembourg         | 0   | 3 | 0 | 0 | 3 | 0  | 8  | -8   |

| Rang | Équipe   | Pts | J | G | N | P | Bp | Bc | Diff |
| ---- | -------- | --- | - | - | - | - | -- | -- | ---- |
| 1    | Pays-Bas | 9   | 3 | 3 | 0 | 0 | 15 | 2  | +13  |
| 2    | Lettonie | 4   | 3 | 1 | 1 | 1 | 8  | 8  | 0    |
| 3    | Israël   | 4   | 3 | 1 | 1 | 1 | 2  | 2  | 0    |
| 4    | Moldavie | 0   | 3 | 0 | 0 | 3 | 0  | 13 | -13  |

| Rang | Équipe     | Pts | J | G | N | P | Bp | Bc | Diff |
| ---- | ---------- | --- | - | - | - | - | -- | -- | ---- |
| 1    | Géorgie    | 9   | 3 | 3 | 0 | 0 | 9  | 3  | +6   |
| 2    | Croatie    | 6   | 3 | 2 | 0 | 1 | 5  | 2  | +3   |
| 3    | Hongrie    | 3   | 3 | 1 | 0 | 2 | 7  | 6  | +1   |
| 4    | Kazakhstan | 0   | 3 | 0 | 0 | 3 | 1  | 11 | -10  |

La Finlande, meilleure troisième de groupe en tenant compte des résultats contre les 2 premiers du groupe, est repêchée pour le « tour élite ».

### Tour élite
Le second tour concerne 28 équipes, dont le Portugal qui fait son entrée dans la compétition. Les sept vainqueurs de poule se qualifient pour la phase finale. Ce tour est finalement annulé en raison du prolongement de la crise de Covid-19.
| Rang | Équipe         | Pts | J | G | N | P | Bp | Bc | Diff |
| ---- | -------------- | --- | - | - | - | - | -- | -- | ---- |
| -    | Autriche       | 0   | 0 | 0 | 0 | 0 | 0  | 0  | 0    |
| -    | Pays de Galles | 0   | 0 | 0 | 0 | 0 | 0  | 0  | 0    |
| -    | Allemagne      | 0   | 0 | 0 | 0 | 0 | 0  | 0  | 0    |
| -    | Serbie         | 0   | 0 | 0 | 0 | 0 | 0  | 0  | 0    |

| Rang | Équipe            | Pts | J | G | N | P | Bp | Bc | Diff |
| ---- | ----------------- | --- | - | - | - | - | -- | -- | ---- |
| -    | Espagne           | 0   | 0 | 0 | 0 | 0 | 0  | 0  | 0    |
| -    | Belgique          | 0   | 0 | 0 | 0 | 0 | 0  | 0  | 0    |
| -    | Bulgarie          | 0   | 0 | 0 | 0 | 0 | 0  | 0  | 0    |
| -    | Macédoine du Nord | 0   | 0 | 0 | 0 | 0 | 0  | 0  | 0    |

| Rang | Équipe  | Pts | J | G | N | P | Bp | Bc | Diff |
| ---- | ------- | --- | - | - | - | - | -- | -- | ---- |
| -    | Géorgie | 0   | 0 | 0 | 0 | 0 | 0  | 0  | 0    |
| -    | Écosse  | 0   | 0 | 0 | 0 | 0 | 0  | 0  | 0    |
| -    | France  | 0   | 0 | 0 | 0 | 0 | 0  | 0  | 0    |
| -    | Russie  | 0   | 0 | 0 | 0 | 0 | 0  | 0  | 0    |

| Rang | Équipe     | Pts | J | G | N | P | Bp | Bc | Diff |
| ---- | ---------- | --- | - | - | - | - | -- | -- | ---- |
| -    | Angleterre | 0   | 0 | 0 | 0 | 0 | 0  | 0  | 0    |
| -    | Ukraine    | 0   | 0 | 0 | 0 | 0 | 0  | 0  | 0    |
| -    | Danemark   | 0   | 0 | 0 | 0 | 0 | 0  | 0  | 0    |
| -    | Lettonie   | 0   | 0 | 0 | 0 | 0 | 0  | 0  | 0    |

| Rang | Équipe   | Pts | J | G | N | P | Bp | Bc | Diff |
| ---- | -------- | --- | - | - | - | - | -- | -- | ---- |
| -    | Italie   | 0   | 0 | 0 | 0 | 0 | 0  | 0  | 0    |
| -    | Norvège  | 0   | 0 | 0 | 0 | 0 | 0  | 0  | 0    |
| -    | Islande  | 0   | 0 | 0 | 0 | 0 | 0  | 0  | 0    |
| -    | Slovénie | 0   | 0 | 0 | 0 | 0 | 0  | 0  | 0    |

| Rang | Équipe    | Pts | J | G | N | P | Bp | Bc | Diff |
| ---- | --------- | --- | - | - | - | - | -- | -- | ---- |
| -    | Portugal  | 0   | 0 | 0 | 0 | 0 | 0  | 0  | 0    |
| -    | Turquie   | 0   | 0 | 0 | 0 | 0 | 0  | 0  | 0    |
| -    | Croatie   | 0   | 0 | 0 | 0 | 0 | 0  | 0  | 0    |
| -    | Slovaquie | 0   | 0 | 0 | 0 | 0 | 0  | 0  | 0    |

| Rang | Équipe   | Pts | J | G | N | P | Bp | Bc | Diff |
| ---- | -------- | --- | - | - | - | - | -- | -- | ---- |
| -    | Pays-Bas | 0   | 0 | 0 | 0 | 0 | 0  | 0  | 0    |
| -    | Tchéquie | 0   | 0 | 0 | 0 | 0 | 0  | 0  | 0    |
| -    | Suisse   | 0   | 0 | 0 | 0 | 0 | 0  | 0  | 0    |
| -    | Finlande | 0   | 0 | 0 | 0 | 0 | 0  | 0  | 0    |

## Phase finale
| Rang | Équipe          | Pts | J | G | N | P | Bp | Bc | Diff |
| ---- | --------------- | --- | - | - | - | - | -- | -- | ---- |
| -    | Irlande du Nord | -   | 0 | 0 | 0 | 0 | 0  | 0  | 0    |
| -    | A2              | -   | 0 | 0 | 0 | 0 | 0  | 0  | 0    |
| -    | A3              | -   | 0 | 0 | 0 | 0 | 0  | 0  | 0    |
| -    | A4              | -   | 0 | 0 | 0 | 0 | 0  | 0  | 0    |

| Rang | Équipe | Pts | J | G | N | P | Bp | Bc | Diff |
| ---- | ------ | --- | - | - | - | - | -- | -- | ---- |
| -    | B1     | -   | 0 | 0 | 0 | 0 | 0  | 0  | 0    |
| -    | B2     | -   | 0 | 0 | 0 | 0 | 0  | 0  | 0    |
| -    | B3     | -   | 0 | 0 | 0 | 0 | 0  | 0  | 0    |
| -    | B4     | -   | 0 | 0 | 0 | 0 | 0  | 0  | 0    |